# Аплтон
А́плтон (Э́п(п)лтон, англ. Appleton) — город в штате Висконсин, США. Расположен на реке Фокс, в 160 км к северу от Милуоки. Согласно переписи 2010 года, население города составляет 72 623 жителя, а в городской агломерации проживают 367 516 человек.

## История
Первыми европейскими поселенцами на территории современного Эплтона были торговцы мехом, которые занимались торговлей с индейцами долины реки Фокс. В частности в 1835 году Ипполит Гриньон построил здесь для своей семьи особняк «Белая цапля» (White Heron), также служившим постоялым двором и факторией. К 1847 году здесь основалась община. С финансовой помощью известного аболициониста Эймоса Адамса Лоренса в этом же году был основан Университет Лоренса. Тесть Лоренса, Сэмьюэл Эплтон, пожертвовал десять тысяч долларов на постройку университетской библиотеки, в честь чего поселение было решено назвать его именем. В 1853 году общине был присвоен статус посёлка, Джон Ф. Джонстон стал его первым официальным жителем и президентом.
2 марта 1857 года Эплтону был присвоен статус города, его первым президентом стал Эймос Стори. В начале XX-го века город перешёл на форму правления через городской совет. В 1890 году в городе проживало 11 869 человек, в 1900 году 15 085 человек, в 1910 году 16 773 человек, а к 1940 году количество жителей увеличилось почти вдвое — 28 436 человек.
Экономическое процветание Эплтона было долгое время связано с бумажной промышленностью (первая фабрика была построена в 1853 году). Чтобы обеспечить электричеством бумажную промышленность здесь 30 сентября 1882 года была открыта первая в США гидроэлектростанция.
Вскоре после этого, в августе 1886 года в городе был пущен трамвай. Электрические лампы заменили газовые на Колледж-авеню в 1912 году. В Эплтоне также появился первый телефон во всем штате Висконсин и первые лампы накаливания на всем Восточном побережье.
Valley Fair Shopping Center построенный в 1954 году, стал первым закрытым торговым центром в США. Это утверждение оспаривается другими магазинами, как Westminster Arcade на Род-Айленде, Northgate Mall в Сиэтле и Southdale Center в Миннесоте. В 2007 году практически все строение было разрушено, осталось лишь восточное крыло и кинотеатр.
В Эплтоне прошло детство мага Гарри Гудини. Он родился в Эплтоне 6 апреля 1874 года.

## Администрация
Эплтон управляется через городской совет. Мэр города избирается общенародным голосованием на четыре года. Городской совет состоит из пятнадцати олдерменов, избирающихся из своих районов города на два года.

## Достопримечательности
В городе находится музей Гарри Гудини, известного иллюзиониста.
Актёр Уиллем Дефо родом из Аплтона

## Города-побратимы
- Курган, Россия — с 27 апреля 1990 года.

## Образование
Аплтон имеет тринадцать школ, шесть средних школ, семнадцать начальных школ, и шестнадцать частных школы. В основном они сосредоточены в центре, и на западе города.
Также в городе расположен Университет Лоуренса, частный гуманитарный колледж, технический колледж Fox-Valley, колледж Расмуссен.
В 1897 году для города была зафрахтована публичная библиотека, которая по состоянию на 2010 год имеет коллекцию из более чем 600 000 книг.

## Известные жители
- Гарри Гудини
- Уиллем Дефо
- Джефф Лумис
- Джозеф Маккарти

## Демография
Аплтон является крупнейшим главным городом в системе Аплтон-Ошкош-Нина. Комбинированные области статистики, которая включает Аплтон (округи Калумет и Аутагеми) и Ошкош-Нина (Уиннебаго Каунти) показали, что общее население этой системы составляет 367 365 человек, по данным переписи населения 2010 года.
По данным переписи в Аплтоне проживало 78 086 человек, насчитывалось 32 864 домашних хозяйства и 20 676 семей, проживающих в городе. Средняя плотность населения составляла около 3,455.9 человек на квадратную милю(1,334.3 / км²). Расовый состав Аплтона по данным переписи распределился следующим образом: 77,48 % белых, 8,99 % — афроамериканцев, 1,57 % — коренных американцев, 6,61 % — азиатов, 3,27 % — представителей смешанных рас. Испаноговорящие составили 7,53 % от всех жителей города.
Из 32864 домашних хозяйств в 35,0 % — воспитывали детей в возрасте до 18 лет, 44,9 % представляли собой совместно проживающие супружеские пары, в 12,7 % семей женщины проживали без мужей, 39,2 % не имели семей. 27,6 % от общего числа семей на момент переписи жили самостоятельно, при этом 6,1 % составили одинокие пожилые люди в возрасте 65 лет и старше. Средний размер домашнего хозяйства составил 1,52 человек, а средний размер семьи — 4,13 человек.
Население города по возрастному диапазону по данным переписи 2010 года распределилось следующим образом: 27,4 % — жители младше 18 лет, 12,7 % — между 18 и 24 годами, 33,8 % — от 25 до 44 лет, 17,7 % — от 45 до 64 лет и 7,3 % — в возрасте 65 лет и старше. Средний возраст жителей составил 31 год. На каждые 100 женщин старше 18 лет приходилось 94,7 мужчин.
Средний доход на одно домашнее хозяйство в городе составил 39 285 долларов США, а средний доход на одну семью — 44 097 долларов. При этом мужчины имели средний доход в 36 459 долларов США в год против 22 890 долларов среднегодового дохода у женщин. Доход на душу населения в городе составил 17 478 долларов в год. 7,3 % от всего числа семей находилось на момент переписи населения за чертой бедности, при этом 7,1 % из них были моложе 18 лет и 4,8 % — в возрасте 65 лет и старше.

## Преступность
Статистика преступности ФБР за 2008 год (на 100 000 человек населения), распределилась следующим образом:
| Насильственные преступления              | 321.5   |
| Убийства                                 | 8.0     |
| Изнасилования                            | 58.6    |
| Ограбления                               | 111.2   |
| Нападение при отягчающих обстоятельствах | 198.8   |
| Махинации с недвижимостью                | 5,168.3 |
| Кражи со взломом                         | 763.0   |
| Воровство                                | 3,625.2 |
| Угоны автотранспорта                     | 283.0   |

## Управление
Аплтон регулируется с помощью системы мэр — общий совет. Мэр избирается в общегородского голосования. Общий совет состоит из 22 членов. Все 22 члена избираются из отдельных районов.

## Транспорт
Город является участником и владельцем Valley Transit — сети автобусных линий пересекающих Fox Valley. Также представлены многочисленные услуги такси.
Воздушное сообщение осуществляется в соседнем городе Аутагеми. Там работает County Regional Airport, примерно в шести милях к западу от центра города.

### Автомобильные дороги
Через Аплтон проходят магистральные автострады № 41 и № 10. Автострада № 10 проходит с севера на юг по западной стороне города, и разветвляется на запад и восток. Автострада № 41 уходит в Грин Бэй на северо-восток и на юг в Ошкош и Милуоки. Автострада Висконсин 441 выходит из Автострады № 41 с юго-востока Аплтона. Автострада № 10 является частью магистрали Восток-Запад, которая подключается в округ Мэнитоук на востоке, и Стивенс Пойнт / Ваусау на западе.

### Железные дороги
Аплтон является бывшей железнодорожной развязкой Северо-Западной железной дороги (Юго-Запад-Северо-Восток)- Чикаго и Западной (примерно Юго-Северо-Запад)- Милуоки, Лейк-Шор. Ныне, от железнодорожного транспорта в городе практически отказались, за исключением грузовых перевозок бумажных комбинатов и другой промышленности. По западной стороне города проходит ветка бывшей Висконсинской Центральной железной дороги. Все железнодорожное сообщение в настоящее время управляется Канадской национальной железной дороги. Аплтон в настоящее время не имеет железнодорожного междугородних пассажирских перевозок, хотя продолжается обсуждения возможности расширения железнодорожного сервиса для городов Фокс и Грин Бэй.